# Euchontha castrona
Euchontha castrona is een vlinder uit de familie van de tandvlinders (Notodontidae). De wetenschappelijke naam van de soort is voor het eerst geldig gepubliceerd in 1906 door William Warren. Het mannelijk exemplaar dat Warren beschreef had een spanwijdte van 38 mm en was afkomstig uit Castro (Paraná) in Brazilië.